# 공항버스 (부산)
공항버스(空港버스)는 부산광역시 강서구 부산공항여객 차고지에 둔 버스 운송 업체였다. 과거에 (구)평화여객 (현)부일여객에서 운행했던 노선이었다. 2004년 6월 18일에 부도가 났고, 그 해 말에 폐업이 되었다.

## 차고지
- 부산광역시 강서구 대저2동 (부산공항여객차고지,307번,310번 시종착
- 부산광역시 해운대구 좌동 (부일여객 (구)본사,1001번 시종착)

## 없어진 노선목록
- 310번: 김해국제공항-덕두마을-신덕마을-강서구청역-구남역-모라동-덕포동안동네-덕포시장-서부시외버스터미널-새벽시장-학장동-여성문화회관-구덕고등학교-구학초등학교-구덕초등학교-구덕운동장-동아대학교부민캠퍼스-영락교회-보수동-국제시장(대청동)-남포동-충무동교차로-부산대학교병원(계속): 2004년 하반기에 폐지
- 1001번: 청강리공영차고지-내리-내리초등학교-송정해수욕장-해운대신시가지-장산역-해운대역-수영교차로-광안리해수욕장-경성대학교-문현교차로-부산진역-부산역-서대신동-괴정시장-당리동-하단동(동아대학교): 부일여객에서운행
- 307번: 해운대-해운대해수욕장-해운대마린시티-벡스코-연산토곡-안락동-동래한전-동래고등학교-동래시장-동래역-만덕동-숙등역-덕천역-구포동-강서구청역-대저동-신소마을-신덕마을-덕두초등학교-덕두시장-김해국제공항: 일광여객에서 운행